# Schlacht von Uhud
Die Schlacht von Uhud (arabisch غَزوة أُحُد, DMG ġazwat uḥud) war der Angriff der Quraisch mit Unterstützung anderer Stämme auf Medina im Jahre 625. Die Schlacht wurde in einem Tal nahe dem Uhud ausgetragen. Er wird im Islam als Tag der Heimsuchung, des Unglücks und der Prüfung, mit dem Allah die Muslime auf die Probe stellte und die Heuchler in Versuchung führte, angesehen. Es starben etwa 65 bis 70 Muslime und etwas mehr als 20 Angreifer.
Berichte über die Schlacht von Uhud sind ausschließlich in der islamischen Geschichtsschreibung, vor allem in der Maghazi- und Sira-Literatur überliefert.

## Vorgeschichte
Der Schlacht von Uhud ging ein Jahr zuvor die Schlacht von Badr voraus, die im Zuge eines versuchten Karawanenraubzugs der Muslime gegen eine mekkanische Karawane zustande kam. Die Quraisch erfuhren jedoch von den Plänen der Muslime, brachten ihre Karawane in Sicherheit und sandten ihrerseits eine mekkanische Streitmacht unter Führung Abu Dschahls zum Kampf gegen die muslimische Streitmacht. Trotz zahlenmäßiger Unterlegenheit und unzureichender Ausrüstung gewannen die Muslime die Schlacht, bei der mehrere Mekkaner von hoher politischer und gesellschaftlicher Position, darunter auch Abu Dschahl selbst, ums Leben kamen.
Als Folge dessen sannen einige Quraisch – zumal solche, die bei Badr Familienangehörige verloren hatten – auf Rache und forderten eine Vergeltungsmaßnahme. So kam es, dass im folgenden Jahr unter Führung Abu Sufyans ein Angriff auf Medina erfolgen sollte, um die islamische Gemeinschaft endgültig zu zerschlagen. Hierzu standen ihm alle verfügbaren Männer der Quraisch sowie Männer benachbarter, ihnen freundlich gesinnter Stämme zur Verfügung.

## Vorbereitungen in Medina
In Medina diskutierten die Muslime darüber, ob dem Feind entgegenzuziehen sei oder ob man es vorziehen solle, in der Oase zu verbleiben und sich von dort aus zu verteidigen. Während einige ältere Muslime, darunter Mohammed persönlich, für letztere Idee waren, beharrten andere, meist jüngere Muslime auf ersterer. Schließlich beschloss Mohammed, dem Feind entgegenzuziehen, obgleich einige derjenigen, die ursprünglich dafür waren, sich dazu bereit erklärten, doch in Medina kämpfen zu wollen, wenn es der Prophet wolle. Dieser wiederum änderte seine Meinung nicht: „‚Es ziemt sich nicht für einen Propheten‘, erwiderte er, ‚wenn er seine Rüstung einmal angelegt hat, diese wieder auszuziehen, noch bevor er gekämpft hat.‘“
Währenddessen hatten die angreifenden Mekkaner und ihre Verbündeten nördlich von Medina das Lager aufgeschlagen. Auf dem Weg der Muslime zu diesen kehrte Abdullah ibn Ubayy mit seinen Anhängern wieder zurück nach Medina. Die Gründe hierfür sind unbekannt. Watt geht davon aus, dass dies womöglich mit der Entscheidung des Propheten, dem Feind entgegenzuziehen, statt in Medina zu verbleiben, zu tun gehabt hätte. „Whatever the precise thought in his mind, it must have been based on a selfish calculation of some sort.“
Dies findet auch im Koran seine Erwähnung:

„Und was euch traf an dem Tag, da die beiden Scharen aufeinander trafen, das geschah mit der Erlaubnis Gottes, und damit Er die Gläubigen in Erfahrung bringe, und auch die in Erfahrung bringe, die heucheln. Und es wurde zu ihnen gesagt: »Komm her, kämpft auf dem Weg Gottes oder wehrt die Feinde ab.« Sie sagten: »Wenn wir wüßten, daß es einen Kampf geben würde, würden wir euch sicherlich folgen.« An jenem Tag waren sie dem Unglauben näher als dem Glauben, sie sagten ja mit ihrem Munde, was nicht von ihrem Herzen war. Und Gott weiß besser, was sie verschweigen. Das sind diejenigen, die, während sie selbst zurückblieben, von ihren Brüdern sagten: »Hätten sie uns gehorcht, wären sie nicht getötet worden.« Sprich: Wehrt den Tod von euch ab, so ihr die Wahrheit sagt.“

Obige Verse waren womöglich die ersten, in denen zwischen den Gläubigen und den Heuchlern – denjenigen, die nur scheinbar zum Islam konvertiert waren, allerdings nach wie vor in Opposition zum Propheten standen – unterschieden wird.

## Die Schlacht
Die Muslime postierten sich an der Schlucht von Uhud. Den 50 Bogenschützen unter den nun 700 Muslimen wurde befohlen, die Reiterei der Quraisch fernzuhalten. Auf Seiten der Quraisch standen ihnen, wie Ibn Ishaq berichtet, 3.000 Mann mit 200 Pferden entgegen.
Die Schlacht entbrannte und die Frauen der Quraisch feuerten ihre Männer mit Tamburinen an. Unter ihnen war auch Hind al Hunud, die Frau Abu Sufyans und Priesterin der mekkanischen Siegesgöttin. Zuerst stand das Schlachtglück auf Seiten der Muslime, was Ibn Ishaq auf die Hilfe Allahs zurückführte. Die Muslime schnitten die Quraisch von ihrem Lager ab und deren Frauen und Diener flohen. Die Fahnenträger wurden getötet. Als dann aber die muslimischen Bogenschützen ihren Posten verließen und sich dem Lager der Quraisch zuwandten, weil sie dachten, die Schlacht sei gewonnen und sie nun plündern wollten, erkannte Chālid ibn al-Walīd seine Chance. Die Reiter der Quraisch hatten nun freien Zugang in die hinteren muslimischen Reihen. Die Fahne wurde zurückerobert.
Nachdem die Muslime von ihrer Deckung entblößt waren, fügten ihnen ihre Feinde große Verluste zu. Sogar Mohammed wurde getroffen. Ein Stein schlug ihm einen seiner Schneidezähne aus, verbeulte seinen Helm, verletzte ihn im Gesicht und an der Lippe und warf ihn um.
Als sich Mohammeds Feinde immer gefährlicher näherten, rief er: „Wer opfert sich für uns?“, und wurde von fünf seiner Kämpfer erhört, die für ihn kämpften und für ihn starben. Eine Gruppe zurückkehrender Muslime um Nusaybah bint Ka'ab rettete ihn schließlich. Sie trugen ihn zur Schlucht von Uhud, doch auch dort wurden sie von den Quraischiten angegriffen. Mohammed erkannte, dass die Muslime höher am Berg stehen mussten als die Angreifer, um sich gegen sie wehren zu können.
Warum die Quraisch Mohammed nicht weiter nachsetzten, wurde von Ibn Ishaq nicht überliefert. Sie verabredeten sich mit Mohammed für nächstes Jahr in Badr und zogen zurück nach Mekka, ohne das schwach geschützte Medina anzugreifen.
Aus mehreren Koranversen geht hervor, als welch schwere Niederlage die Schlacht von Uhud von den Anhängern Mohammeds betrachtet wurde.
So heißt es in Sure 3, Vers 139 f.:

„Und erlahmt nicht und werdet nicht traurig, wo ihr doch die Oberhand haben werdet, so ihr gläubig seid. Wenn ihr Wunden erlitten habt, so haben die (feindlichen) Leute ähnliche Wunden erlitten. Solche Tage teilen Wir den Menschen abwechselnd zu. (…)“

Auch Vers 153 derselben Sure ist – neben einigen anderen Versen – auf die Schlacht zu beziehen:

„Als ihr wegliefet, ohne euch nach jemandem umzuwenden, während der Gesandte euch weit hinten zurief. Da belohnte Er euch mit Kummer für (den dem Propheten gemachten) Kummer, damit ihr nicht traurig seid über das, was euch entgangen war, und auch nicht über das, was euch getroffen hatte. Und Gott hat Kenntnis von dem, was ihr tut.“

## Drohung wegen des Todes von Hamza
Während des Kampfes wurde Hamza, Onkel Mohammeds, von einem Speer durchbohrt und dann getötet. Nach altarabischer Tradition wurden den Toten Nasen und Ohren abgeschnitten und diese zu Trophäen verarbeitet. Von Hind al Hunud als Siegespriesterin der Quraisch ist überliefert, dass sie in die Leber Hamzas biss und ihn ausweidete. Gemäß einem Bericht des Prophetenbiographen ibn Ishāq soll Mohammed beim Anblick der verstümmelten Leiche Hamzas folgendes geäußert haben:

„… Wahrlich, wenn Gott mir eines Tages den Sieg über die Quraish schenkt, werde ich dreißig Männer von ihnen verstümmeln!“

Und weiter heißt es im Bericht ibn Ishaqs:

„Und die Muslime schworen, als sie die Trauer und den Zorn des Propheten auf die Mörder seines Oheims bemerkten:
‚Bei Gott, wenn Gott uns eines Tages über sie siegen läßt, werden wir sie verstümmeln, wie noch nie ein Araber jemanden verstümmelt hat.‘“

In Bezug auf diese Drohungen des Propheten und seiner Gefährten soll Sure 16, Vers 126 offenbart worden sein:

„Und wenn ihr (für eine Untat, die gegen euch verübt worden ist) eine Strafe verhängt, dann tut das nach Maßgabe dessen, was euch (von der Gegenseite) angetan worden ist! Aber wenn ihr geduldig seid (und auf eine Bestrafung verzichtet), ist das besser für euch (w. für die, die geduldig sind).“

„Da verzieh ihnen der Prophet, war geduldig und verbot das Verstümmeln.“

Nach einem Bericht at-Tabaris soll Abu Bakr, erster Kalif und somit politischer Nachfolger Mohammeds, seinen Truppen unter anderem die Verstümmelung von Leichen verboten haben. Das islamische Recht verbietet – auf Grundlage der Sunna des Propheten sowie dieser Worte Abu Bakrs und ähnlicher Aussagen ihm folgender Kalifen – die Verstümmelung der Leichen getöteter Feinde. Diese Regelung hat im Rechtsverständnis islamischer Staaten seine Gültigkeit bis in die Gegenwart hinein beibehalten.